# バルフィ
バルフィ(Barfi)は、ファッジに似た、牛乳から作るインドの菓子である。ペルシャ語やウルドゥー語で「雪」を意味するbarfから命名された。インド、パキスタン全域で食べられるが、特に北インドで人気が高い。祝いの際やディーワーリーやホーリー祭等の祭りの際によく食べられる。

## 歴史
ペルシャが起源で、16世紀にムガル帝国によりインドに持ち込まれた。19世紀中盤には、年季奉公によりトリニダード・トバゴに持ち込まれ、そこでも人気になった。

## 調理
コアとグラニュー糖を混ぜて加熱し、ファッジのように固まってきたら、油を塗った板に広げる。冷やした後、正方形、ひし形、円形に切る。球状、層状、巻物状にすることもできる。特別な機会に食べる時は、食用銀箔で飾る。ココナッツ、ナッツ、粉乳をかけることもある。

## 種類
コアと砂糖を混ぜたものに、果物、ナッツ、豆果、スパイス等を加え、様々な味のバルフィを作る。果物ではグァバやエグシ（メロン種子）、ナッツではアーモンドやカシューナッツ、ココナッツ、ピスタチオがよく加えられる。リョクトウを加えることもある。風味やスパイスとしては、カルダモン、キューラ、オレンジ、マンゴー、サフラン、バラ水、バニラ等がある。着色料が使われることもある。

## ギャラリー

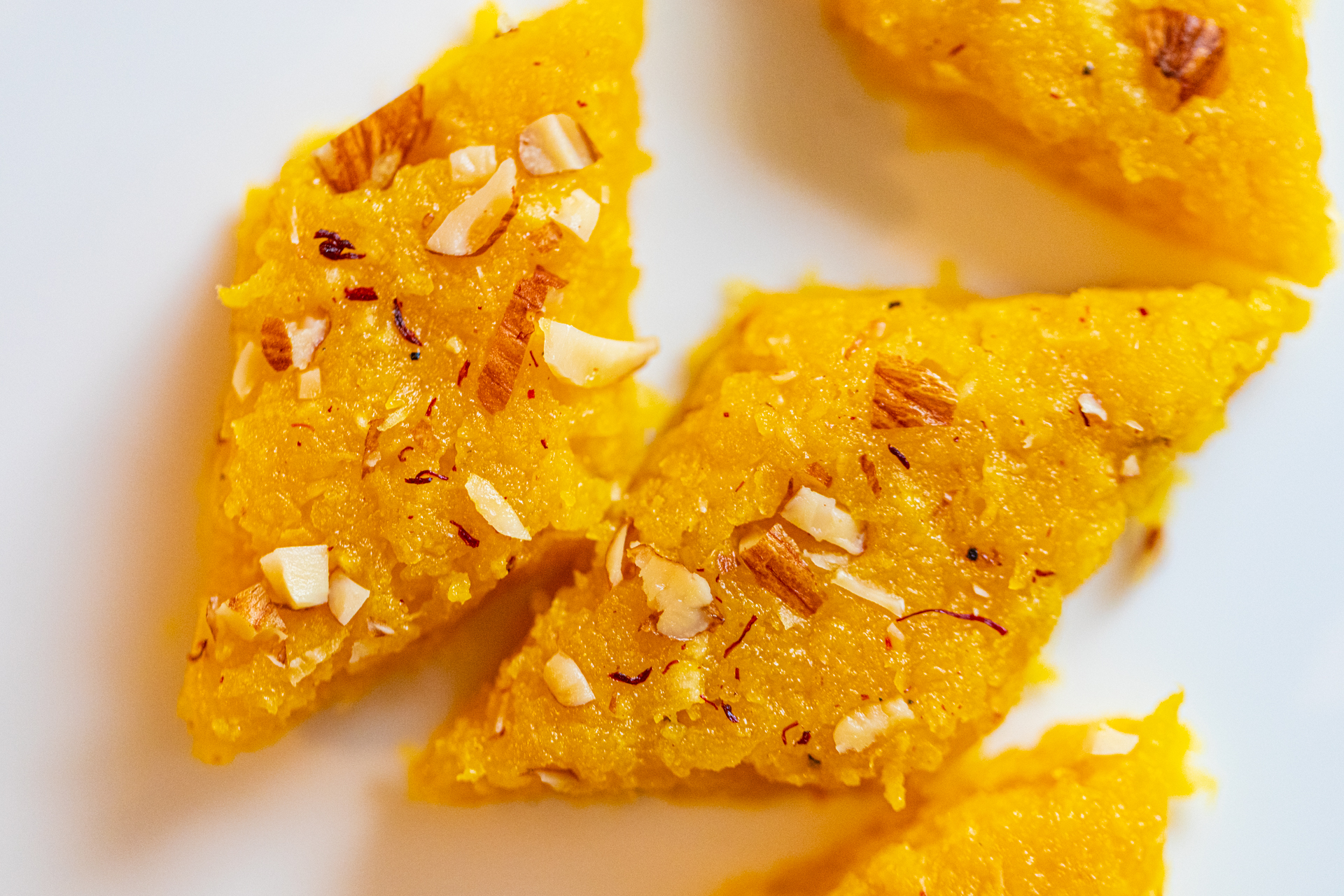
ココナッツとマンゴーのバルフィ
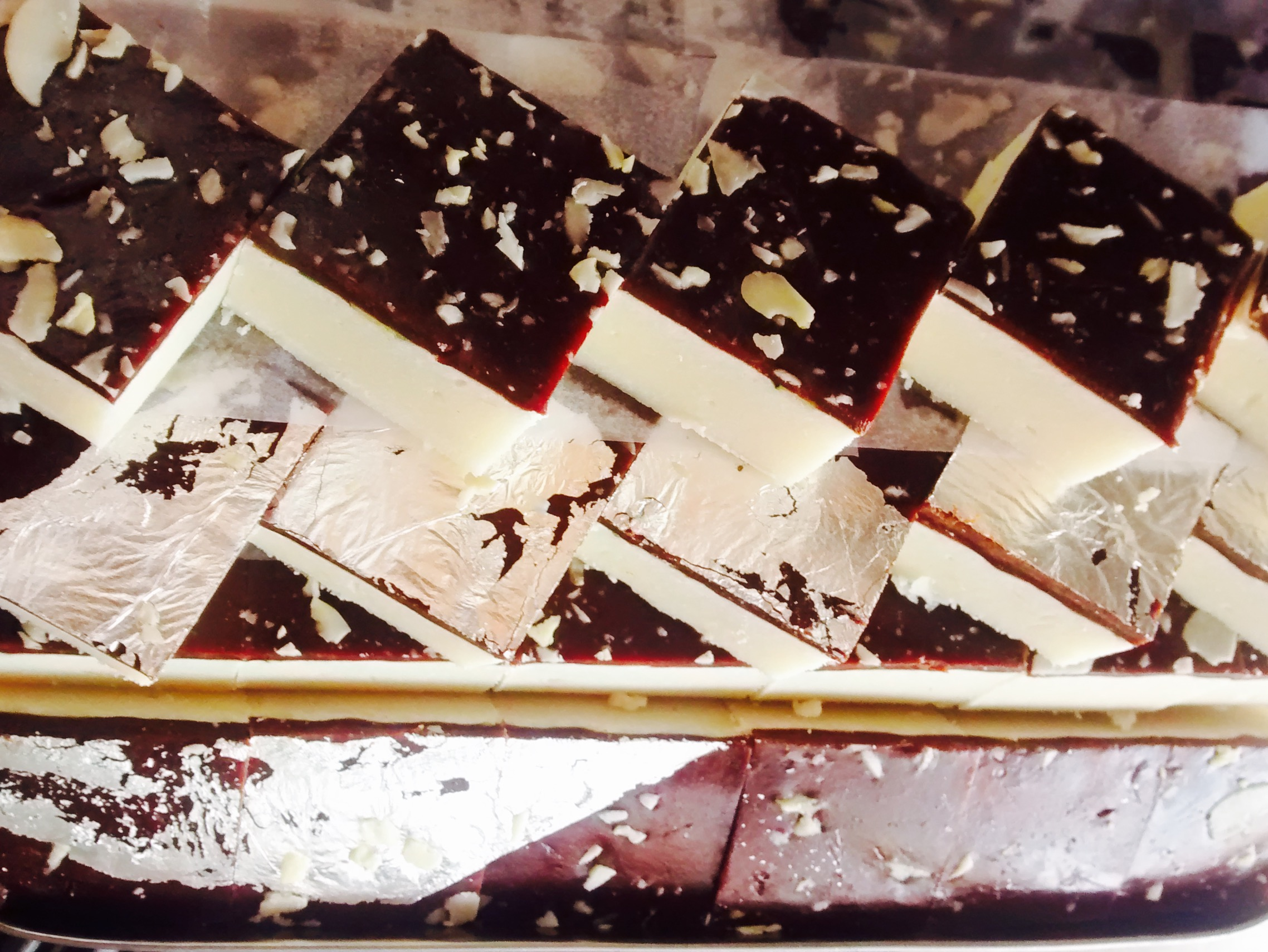
チョコレートのバルフィ
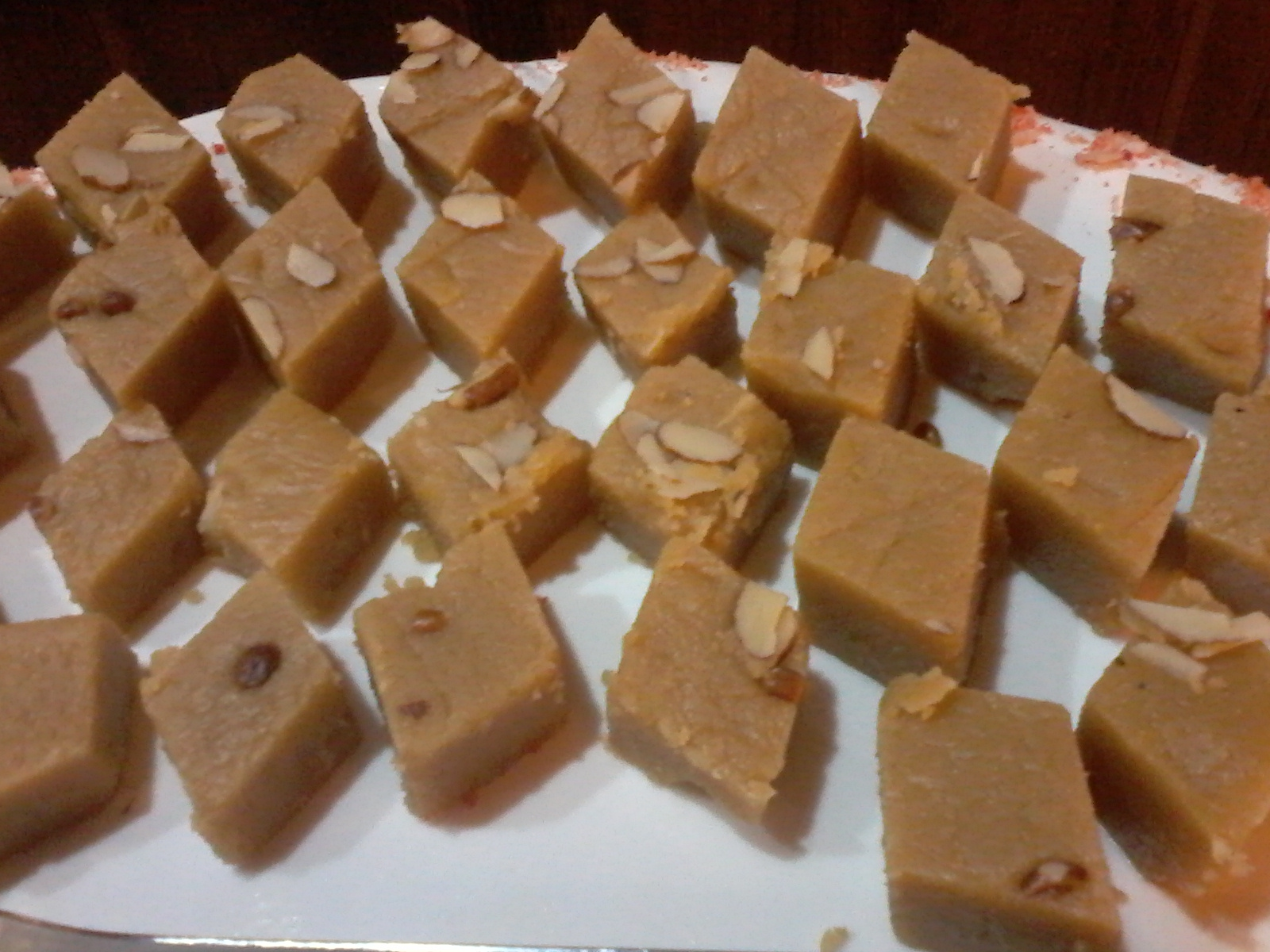
バダム（アーモンド）のバルフィ
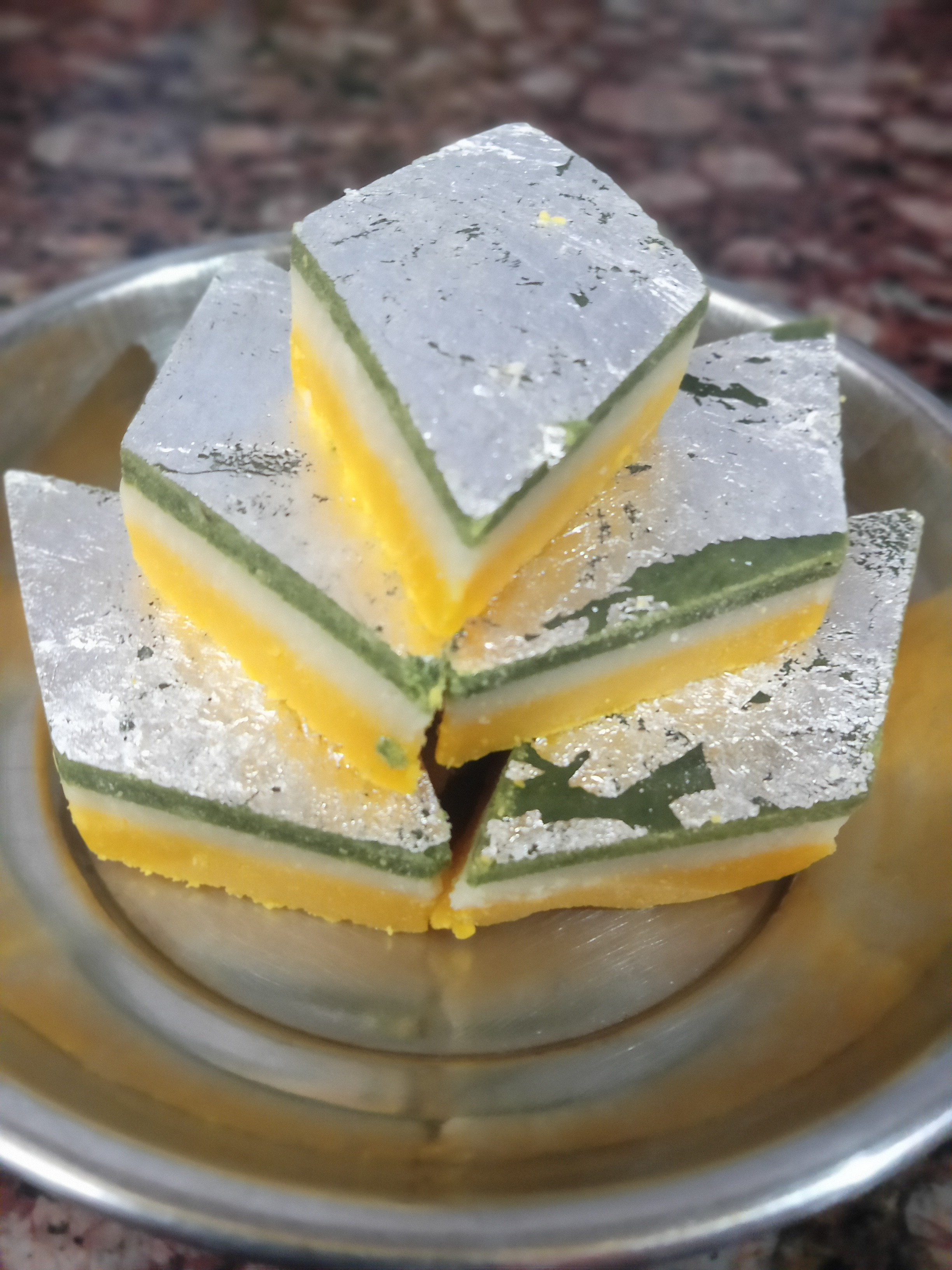
三色のカシューナッツのバルフィ
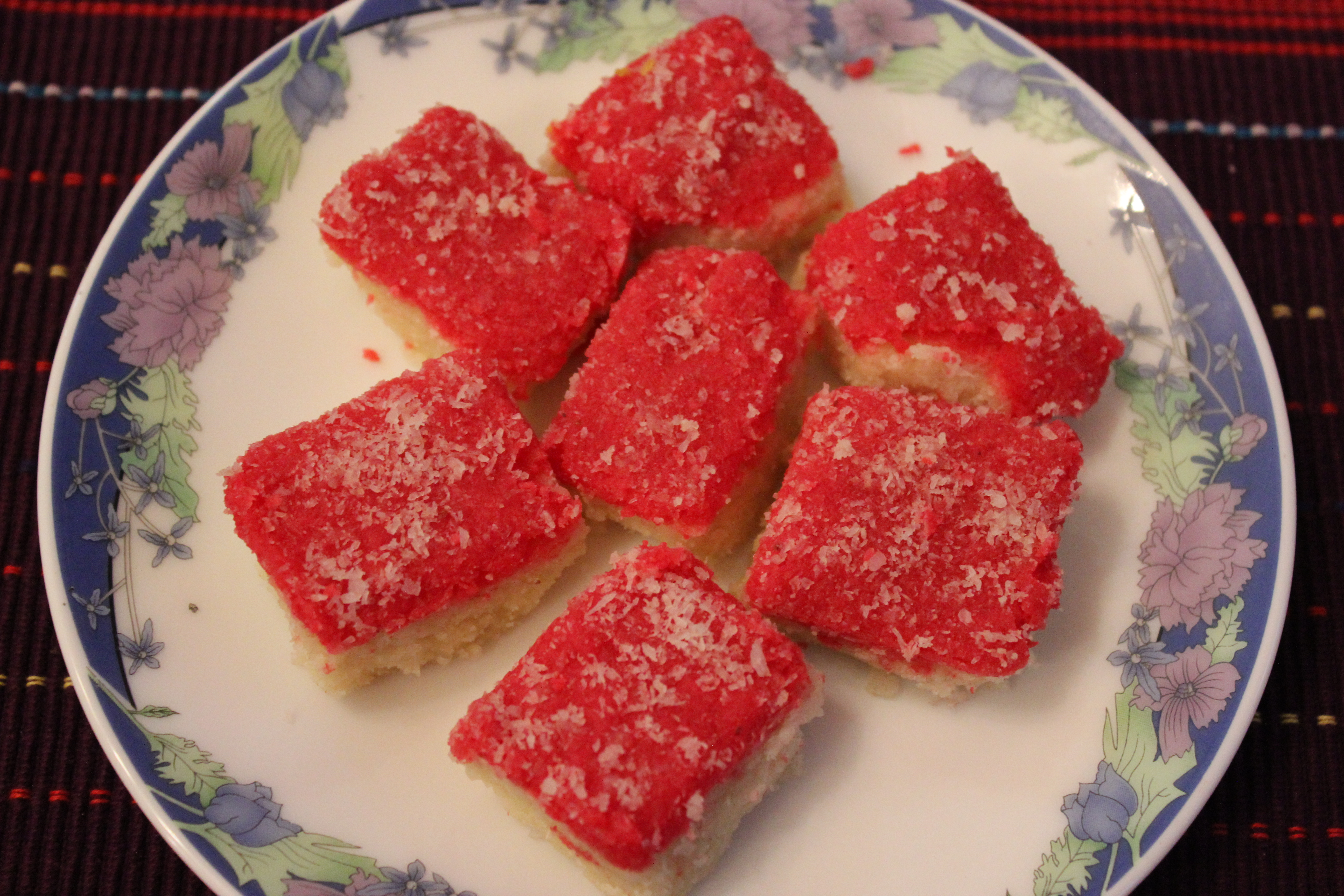
ココナッツのバルフィ
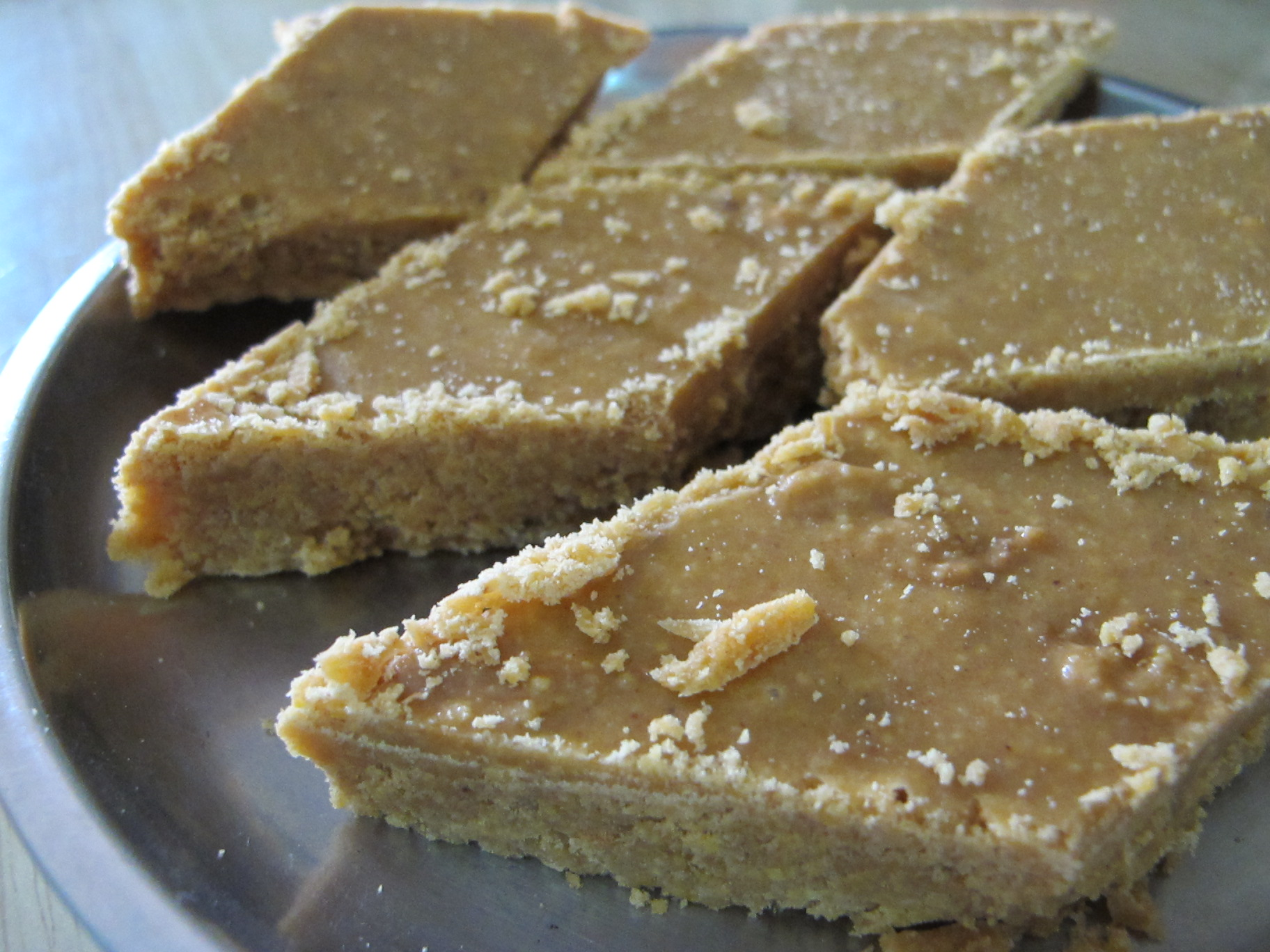
ベサン（ヒヨコマメ粉）のバルフィ
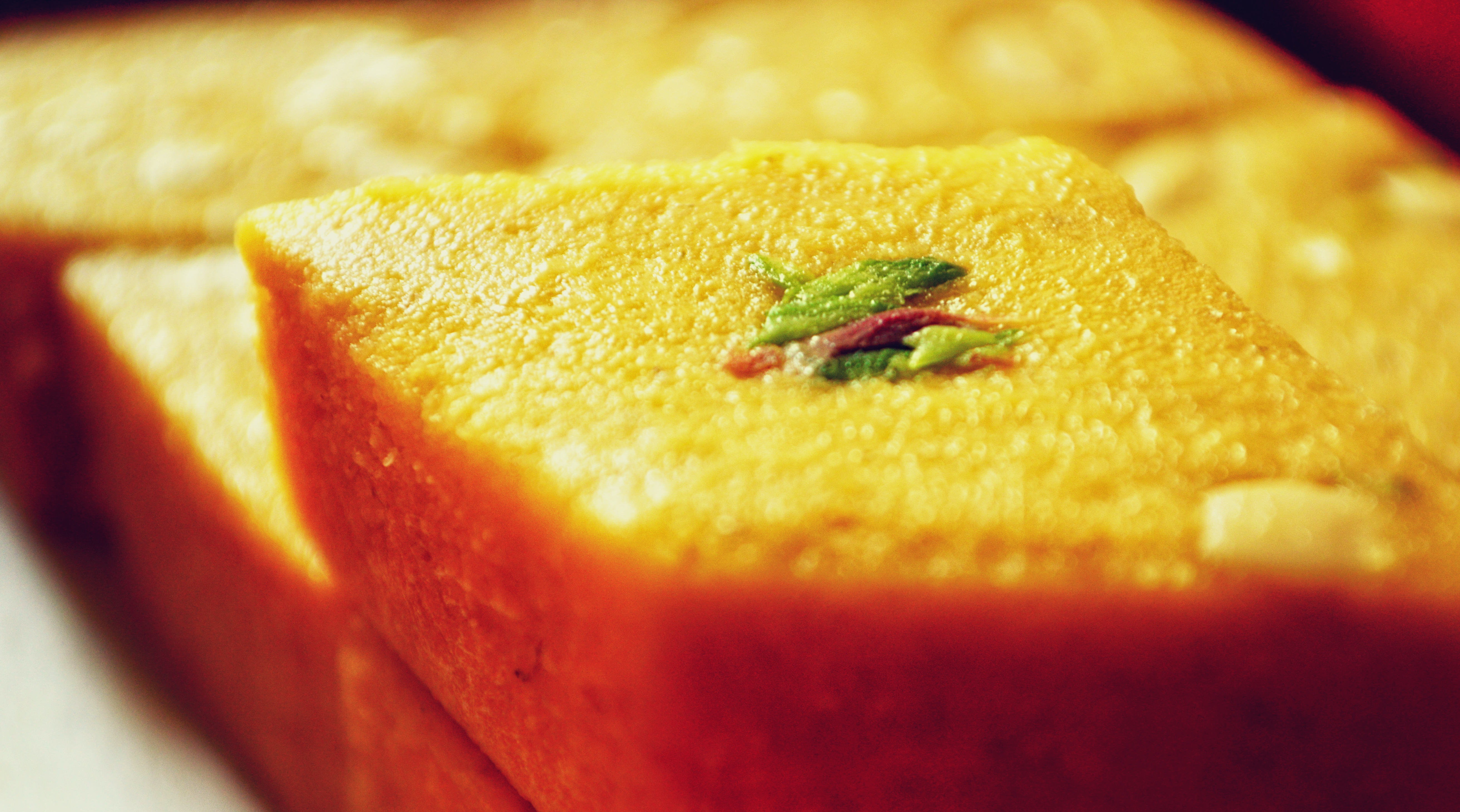
リョクトウのバルフィ
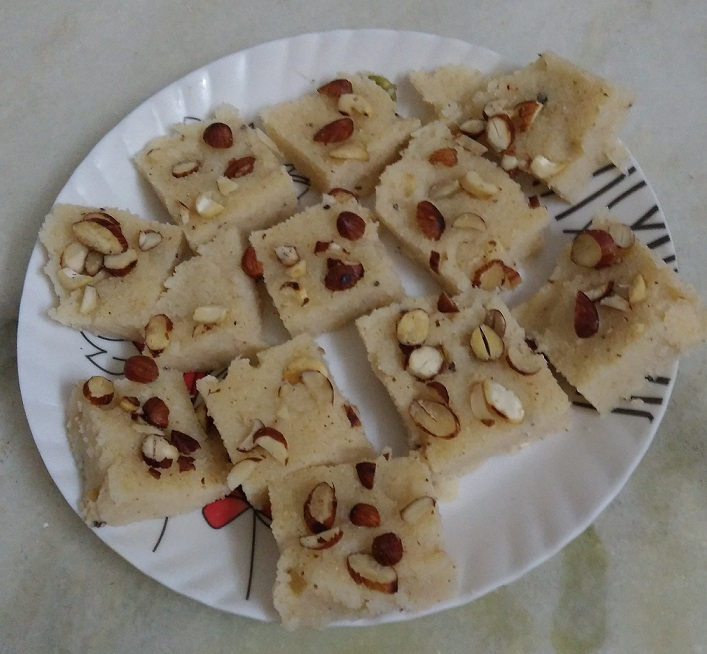
セモリナのバルフィ